# Prunay-le-Gillon

Prunay-le-Gillon este o comună în departamentul Eure-et-Loir, Franța. În 1 ianuarie 2022 avea o populație de 1.155 de locuitori.